# Веселовка (Карпинський міський округ)
Весело́вка (рос. Веселовка) — селище у складі Карпинського міського округу Свердловської області.
Населення — 167 осіб (2010, 299 у 2002).
До 12 жовтня 2004 року селище мало статус селища міського типу.